# 큰귀집박쥐
큰귀집박쥐(Hypsugo macrotis)는 애기박쥐과에 속하는 박쥐의 일종이다. 브루나이와 인도네시아, 말레이시아에서 발견된다. 말레이시아 반도의 개펄에서 먹이를 찾지만, 둥지 생활에 대해서는 알려져 있지 않다. 농경지와 농장을 위한 산림파괴와 벌목, 화재로 서식지가 위협받고 있지만 어떤 영향을 미치는 지, 환경에 적응하고 있는지는 알려져 있지 않다.